# Ectobius vittiventris
Ectobius vittiventris är en kackerlacksart som först beskrevs av Costa, A. 1847.  Ectobius vittiventris ingår i släktet Ectobius och familjen småkackerlackor. Inga underarter finns listade i Catalogue of Life.